# إرنست بوم
إرنست بوم (بالألمانية: Ernst Böhm)‏ هو عسكري ألماني، ولد في 23 فبراير 1916 في فورتسبورغ في ألمانيا، وتوفي في 2 أبريل 1987 في ليفركوزن في ألمانيا.